# Presqu'île de Kermorvan
La presqu'île de Kermorvan est une presqu'île située dans la commune française du Conquet, ville et port de pêche de l'aber Conq, en région Bretagne. C'est une zone appartenant au conservatoire du littoral.
C'est la rive droite de ce petit aber qui porte à son extrémité le phare qui éclaire la mer d'Iroise. On peut y voir Molène, Ouessant et l'île de Béniguet, la plus proche du Conquet.
Un sentier côtier permet aux promeneurs de faire le tour de la presqu’île jusqu'à l'anse des Blancs-Sablons et sa plage de sable. Cette zone naturelle est vierge de toute construction, à part quelques fortifications anciennes et un phare.

## Histoire

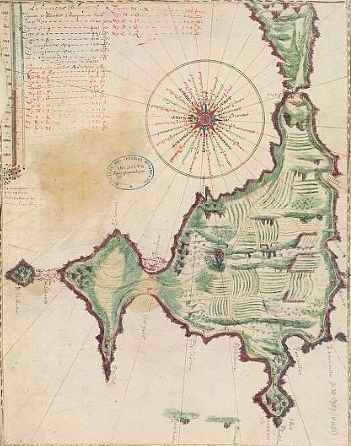
Carte de l'Isle du Conquet (en fait la presqu'île de Kermorvan) par Jean Béchec (1628).

Ce promontoire rocheux fut occupé dès le Néolithique. Des monuments mégalithiques furent recensés. Il ne reste que quelques menhirs d'un cromlech. Lors de l'édification du Mur de l'Atlantique les troupes allemandes rasèrent la quasi-totalité de ces témoins archéologiques.
La presqu'île fut aussi fortifiée, dès le Moyen Âge, pour résister aux débarquements des flottes ennemies.
Les réduits de batteries (corps de garde) encore présents : sur l'Îlette et la pointe de Kermovan, ont été construits au milieu du XIXe siècle. Les batteries elles-mêmes ont été établies, sur des plans Vauban, à la fin du XVIIe siècle pour parer aux attaques des marines anglaise, puis britannique.
Les blockhaus, casemates et ouvrages divers en béton, datant de la seconde guerre mondiale, sont l'œuvre de l'organisation Todt.

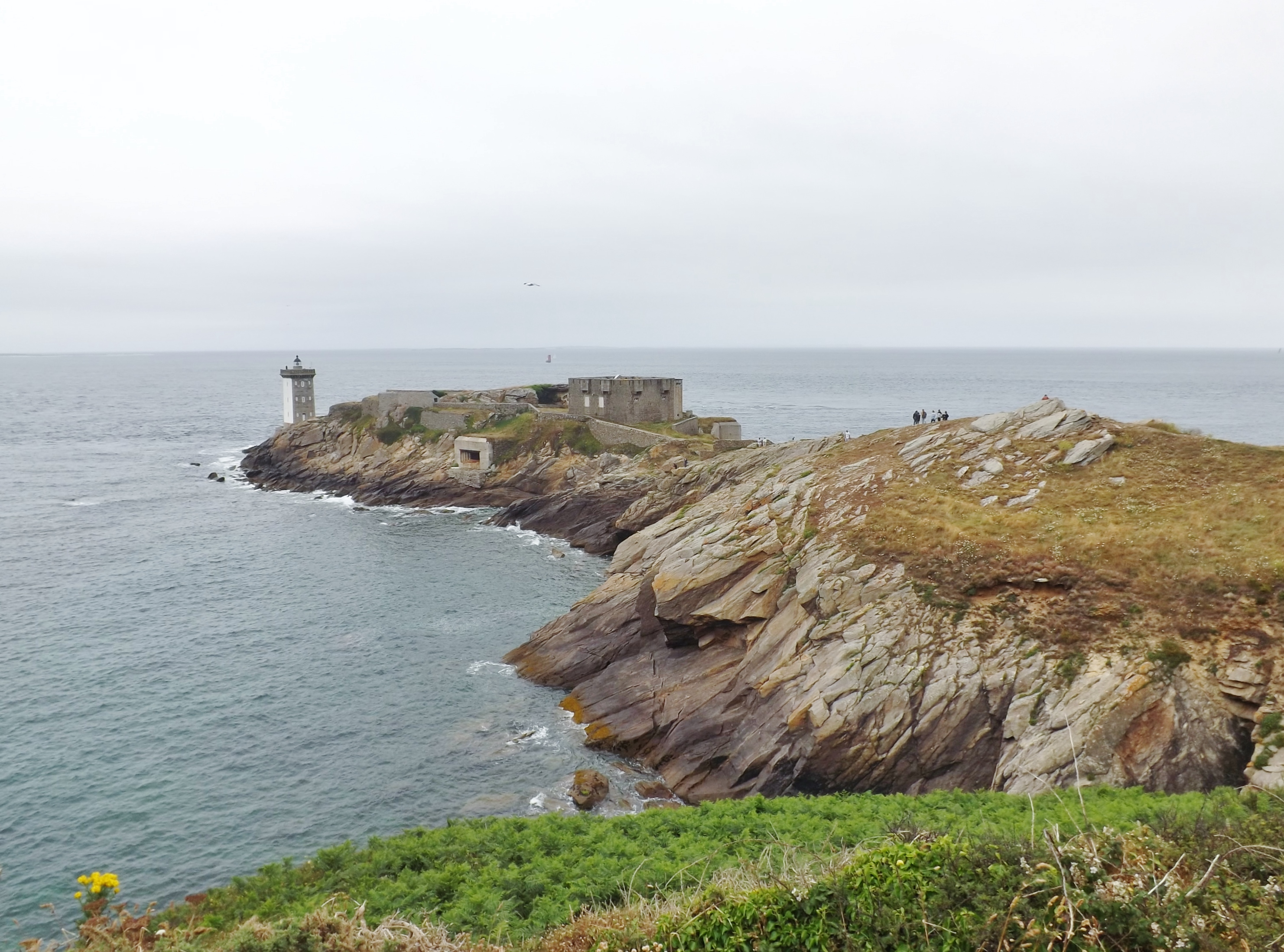
Pointe de Kermorvan, son phare et son fort
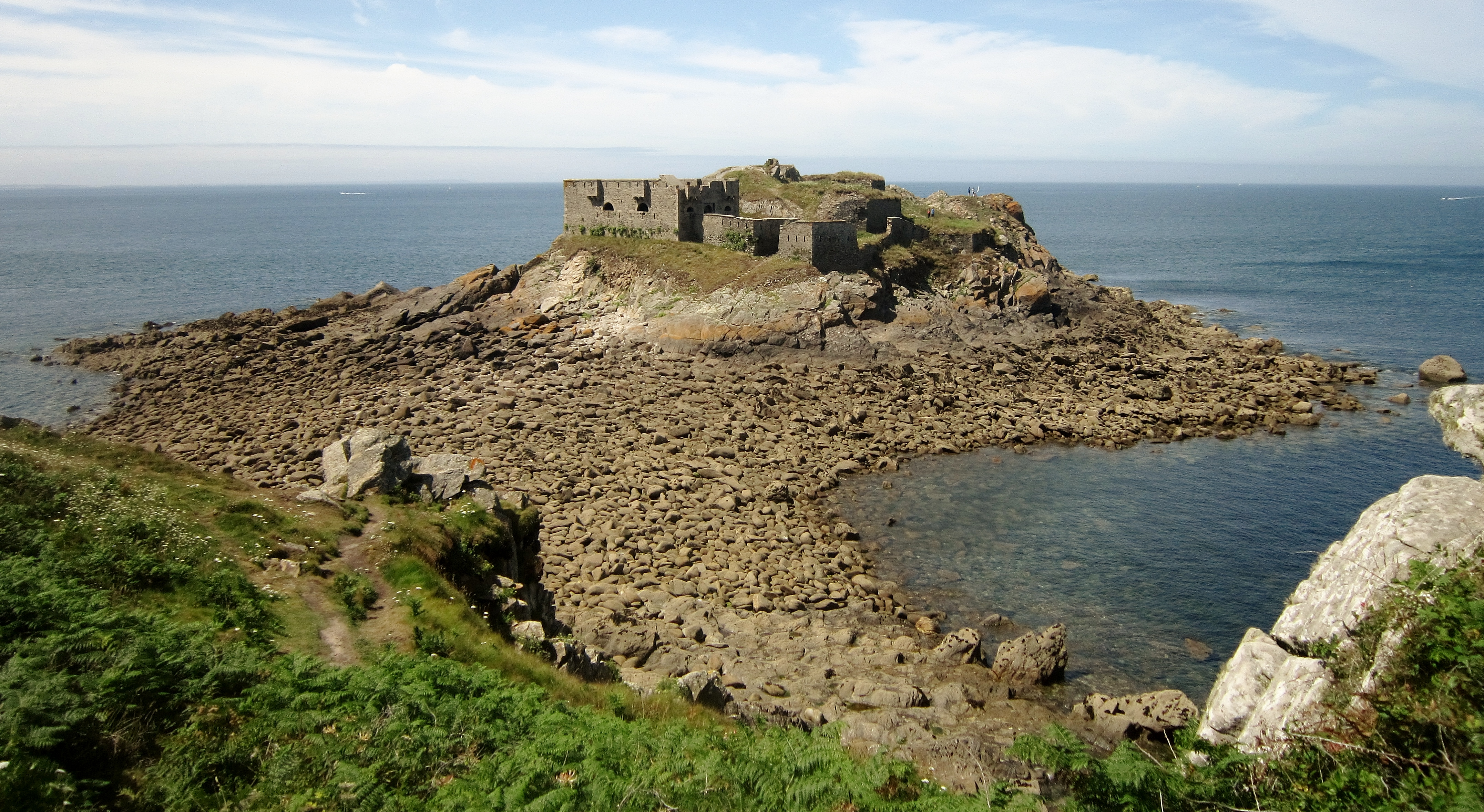
Fort de l'Îlette
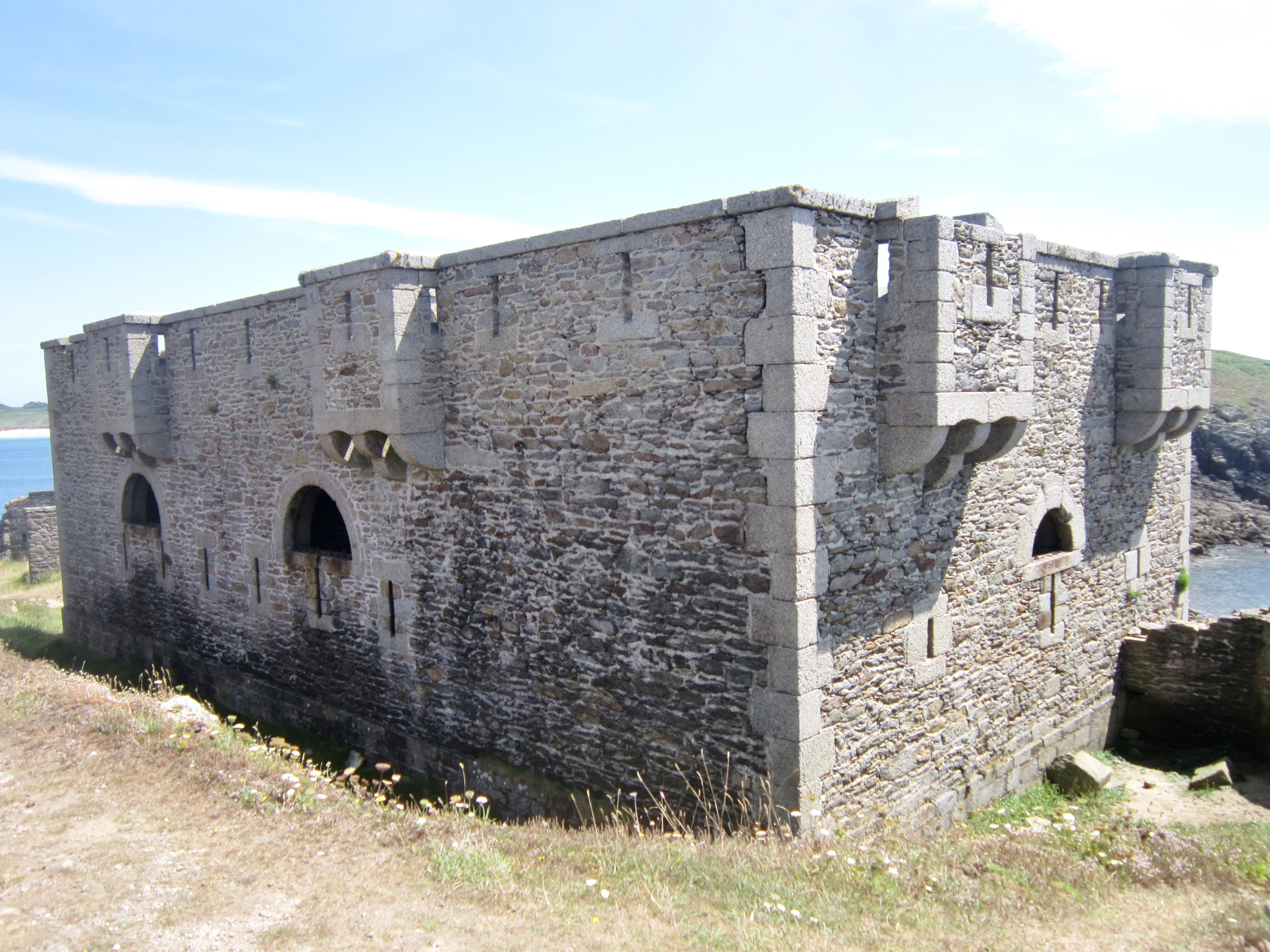
Réduit du fort de l'Îlette
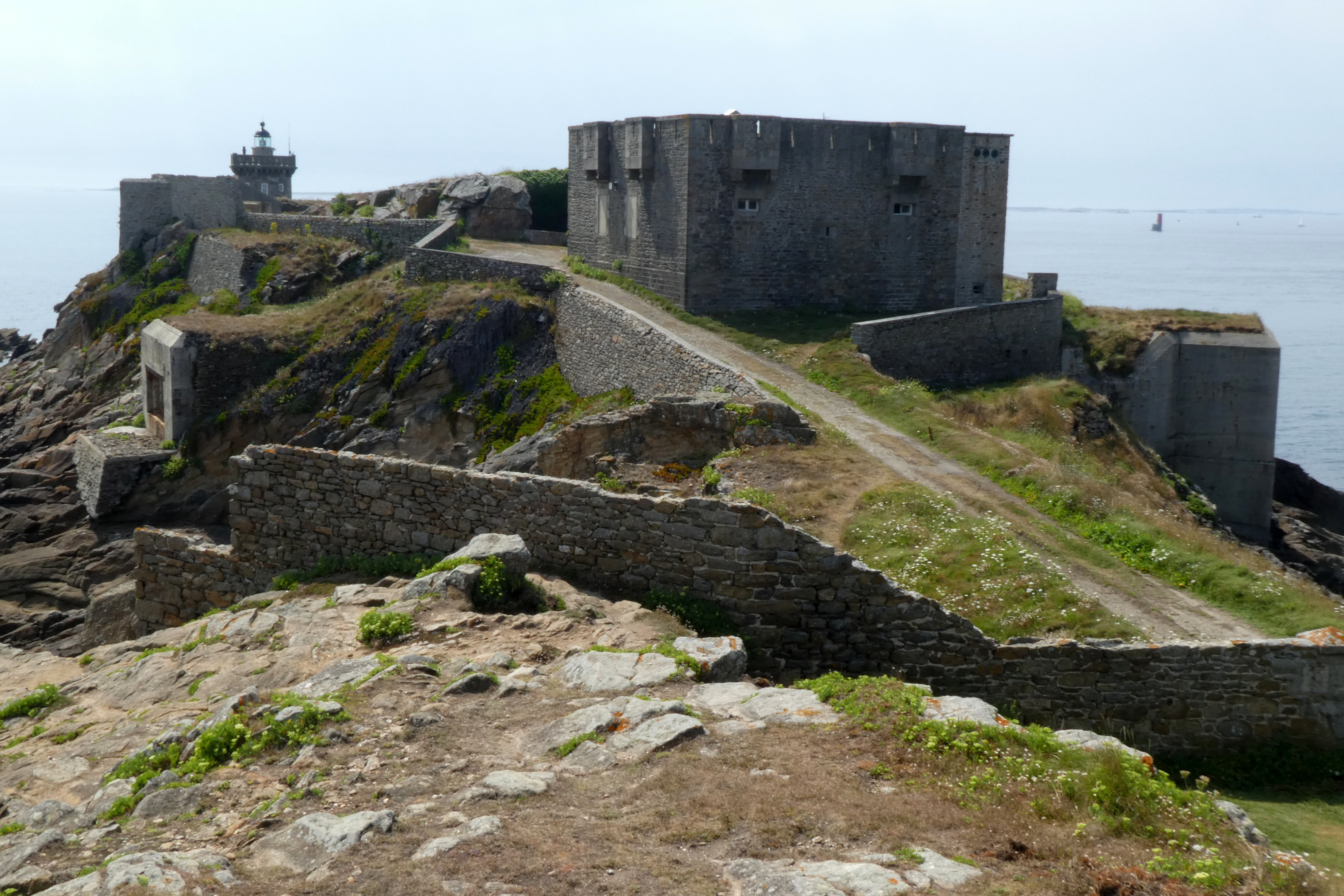
Réduit, blockhaus et phare de la pointe de Kermorvan
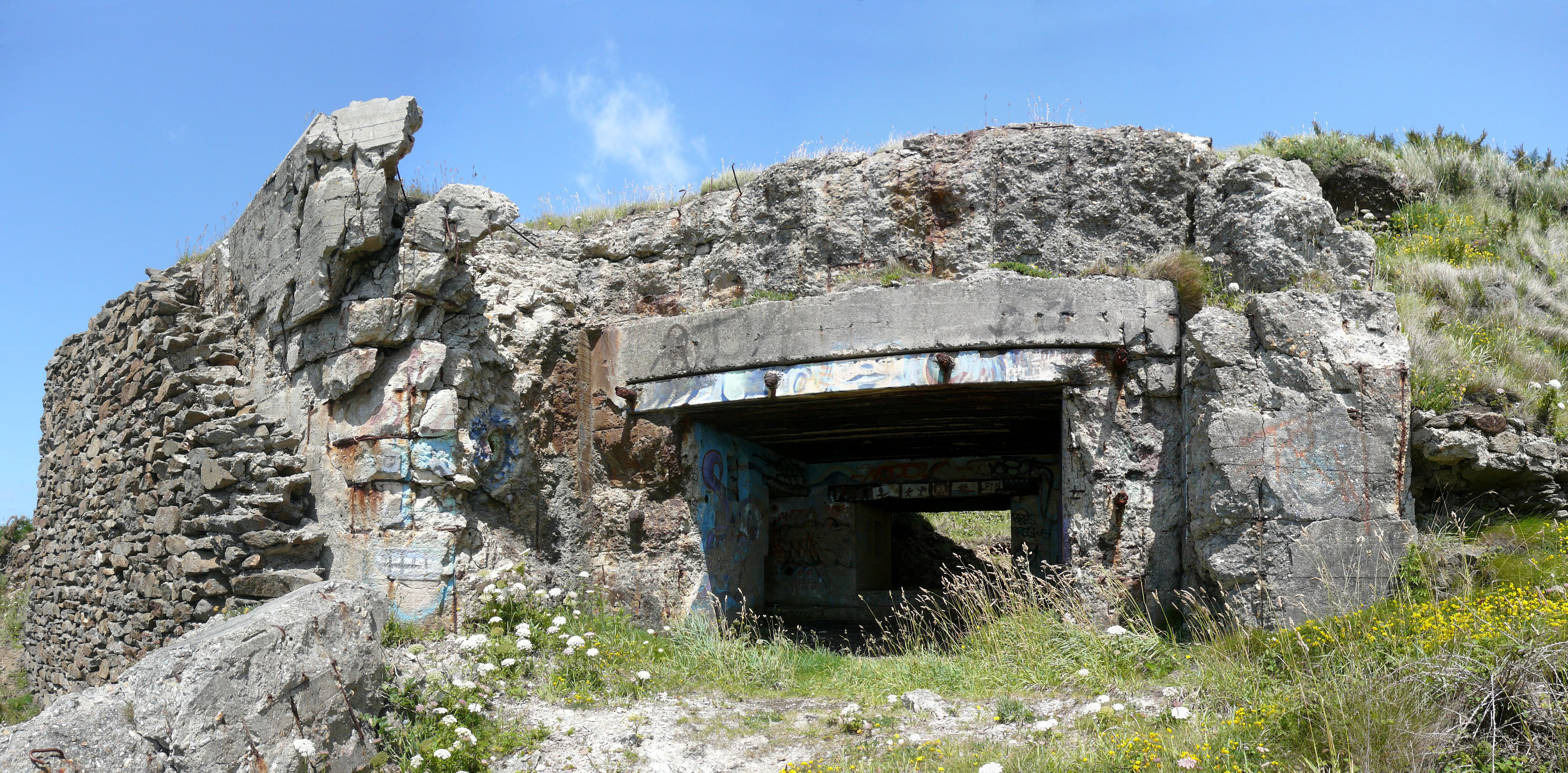
Bunker allemand

La plage de Pors Pabu serait le lieu de débarquement de Tugdual de Tréguier (saint Pabu). Le site a accueilli le tournage de la série Dolmen diffusée sur TF1 en 2005.

## Site naturel
Le Conservatoire du littoral fit l'acquisition du site dès 1978. La gestion en est assurée par la communauté de communes du pays d’Iroise en collaboration avec le Conseil Général du Finistère et le Conservatoire du littoral.
En mettant fin à de futurs projets immobiliers et à la dégradation de la dune provoquée par le camping sauvage et la pratique du motocross, des travaux de restauration furent entrepris : délimitation des sentiers, parkings, plantations…
La zone dunaire put se reconstituer grâce aux plantations d'oyats et à l'installation de clôtures permettant au sable de s’accumuler à nouveau.

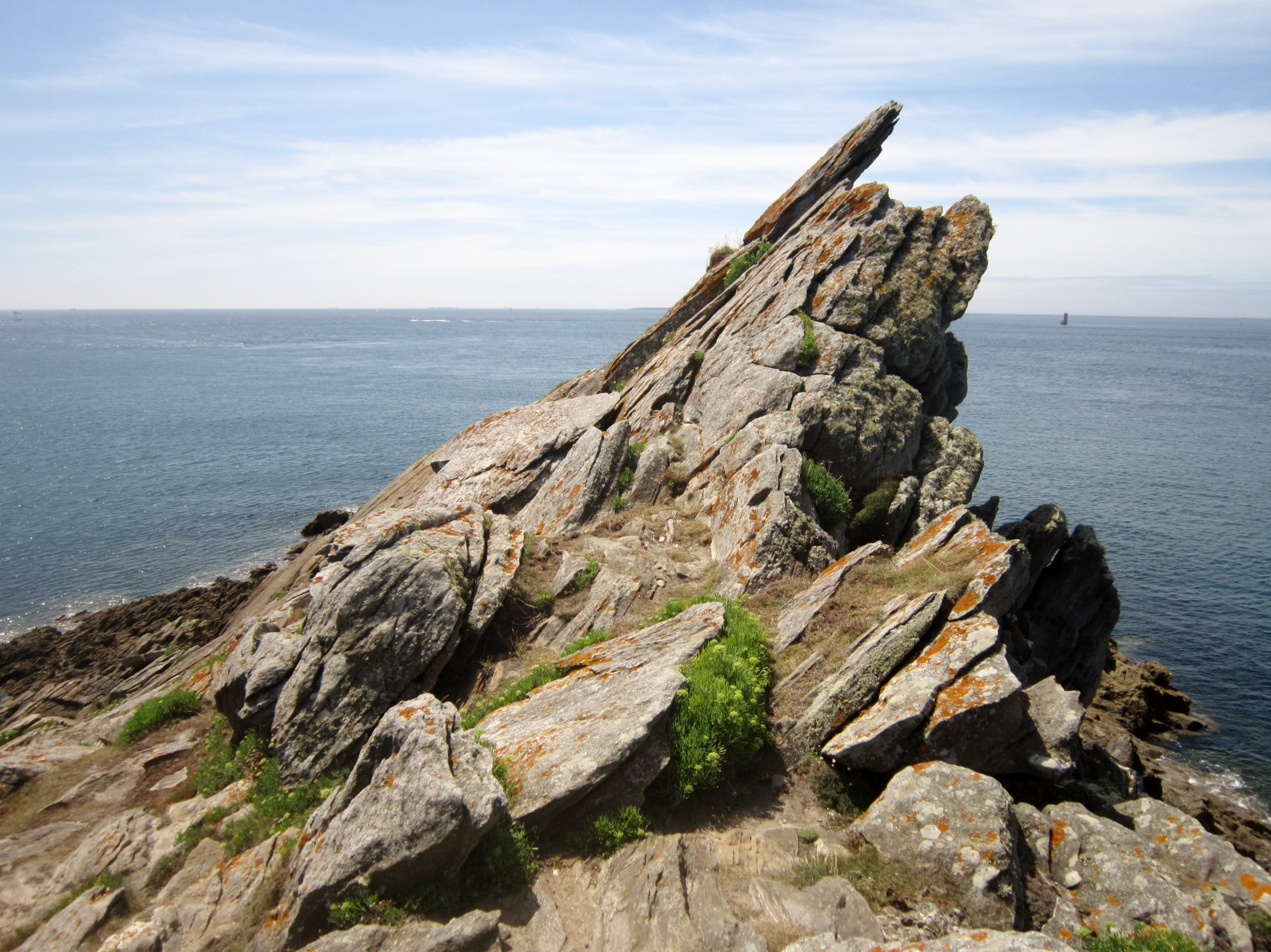
Affleurement de gneiss à la pointe nord-ouest de la presqu'île
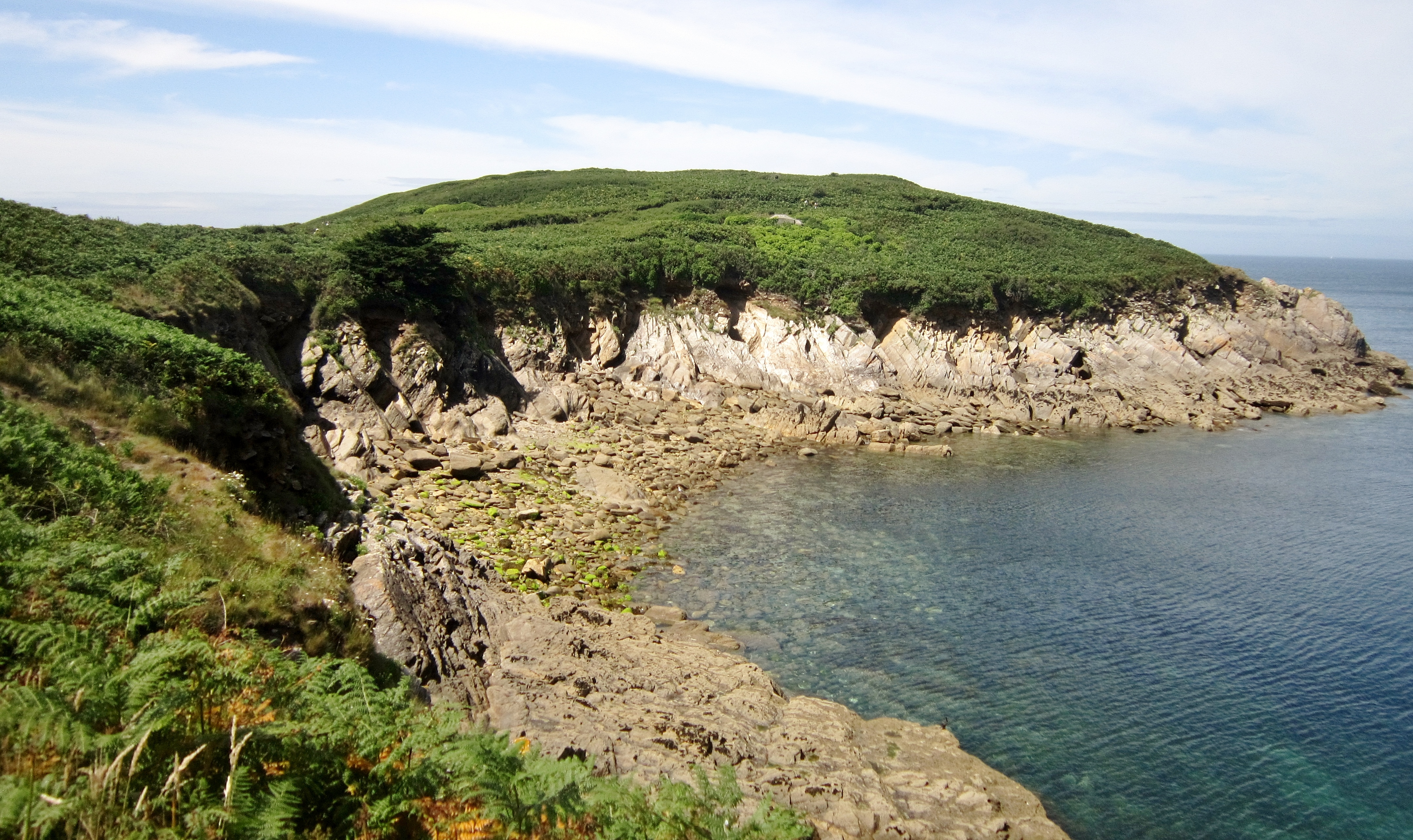
Côte est de la petite presqu'île menant au fort de l'Îlette
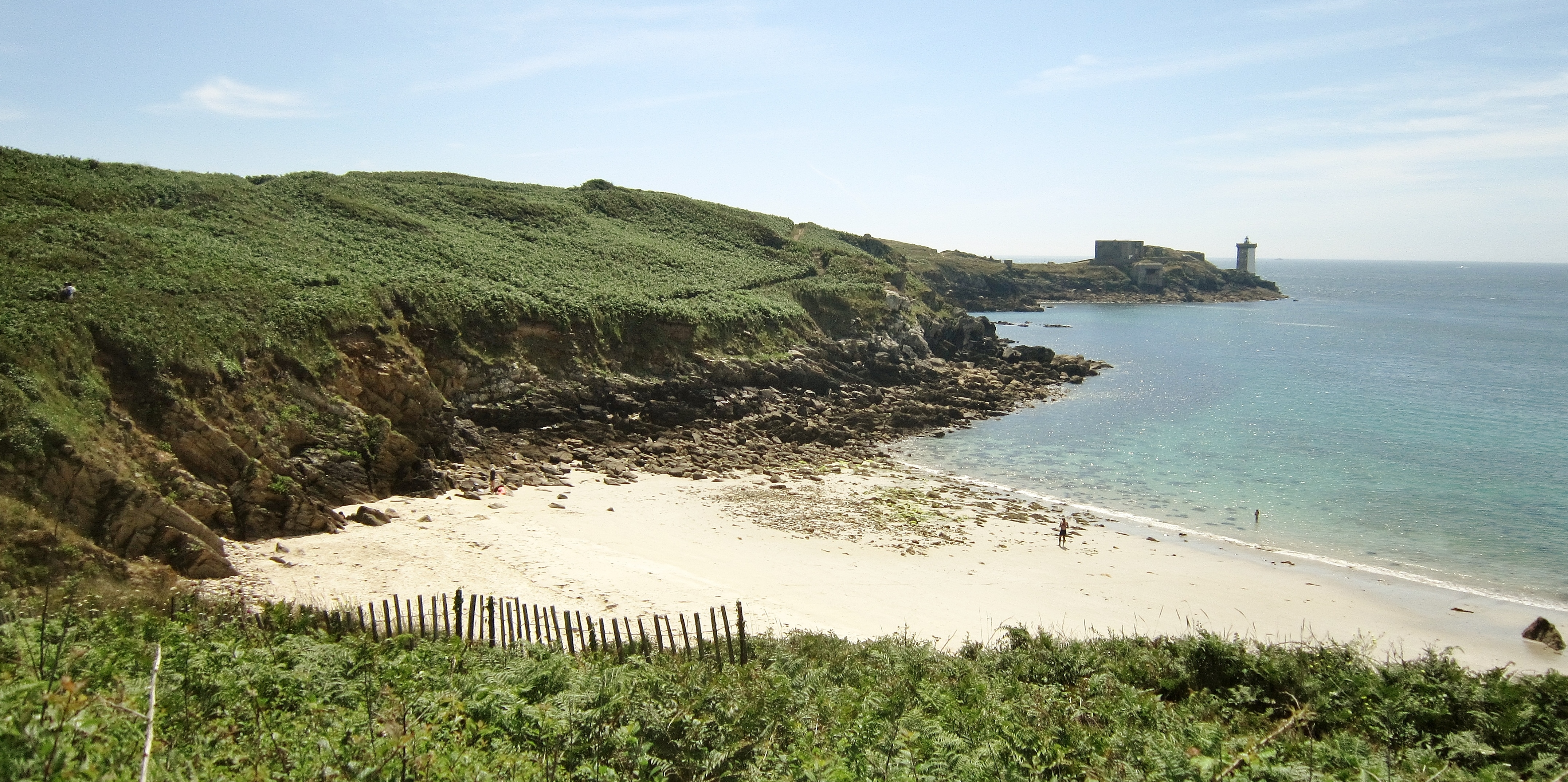
Plage de Pors Pabu

## Flore
On assiste désormais à un accroissement de la flore :
- sur les pelouses dunaires fixées : fétuque et carex des sables, rosier pimprenelle, différentes espèces d’orpins...
- sur la dune mobile, on trouve les plantes qui résistent aux fortes contraintes climatiques comme l’agropyres et les oyats...
- sur la lande arrière :  fougères, ajoncs (d’Europe et de Le Gall) et  bruyères (cendrées et quatre angles).
- sur les espaces boisés bordant les prés salés de l’aber du Conquet :  châtaignier, pin maritime, chêne et même hêtre... et plantes de prés salés : olbione, Inule faux crithmum, soude ligneuse…

## Faune
La juxtaposition de milieux différents a favorisé la présence d’un nombre important d’oiseaux.
- sur les pelouses dunaires et les falaises : l’hirondelle de rivage, le pipit maritime ou bien le traquet motteux...
- sur la lande : fauvette pitchou...
- sur les zones humides : Foulque macroule, Poule d’eau, Bouscarle de Cetti, Rousserole effarvate, Bruant des roseaux ou Martin pêcheur...
- sur les zones boisées de l’aber Conq : faucon crécerelle, mésange huppée ou pic vert...